# Bruno Heinemann (Marineoffizier)

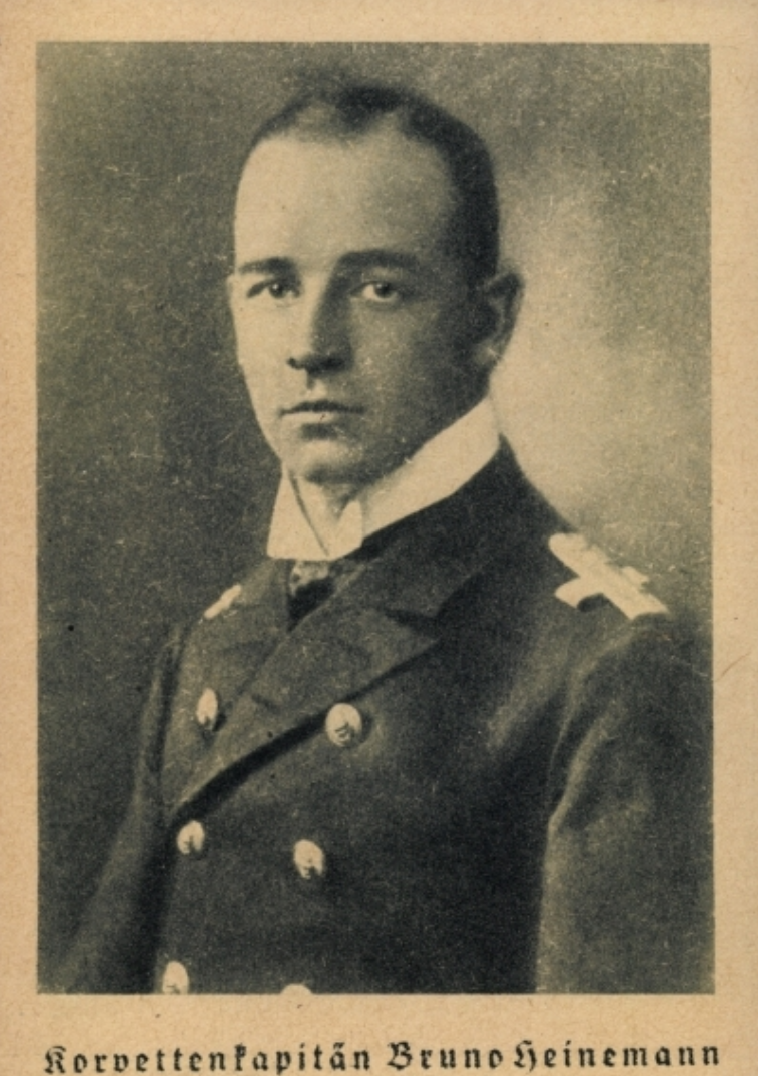
Korvettenkapitän Bruno Heinemann

Bruno Heinemann (* 14. Oktober 1880 in Stralsund; gestorben 5. November 1918) war ein deutscher Marineoffizier, der während der Novemberrevolution von 1918 erschossen und nach dem der 1936 vom Stapel gelaufene Zerstörer Z 8 Bruno Heinemann der Kriegsmarine benannt wurde.

## Herkunft und Familie
Heinemann heiratete Anna, geb. Teichen.

## Karriere
Heinemann trat am 12. April 1898 in die Kaiserliche Marine ein. Am 18. April desselben Jahres erfolgte seine Ernennung zum Seekadett zur Ausbildung auf der Stosch. Auslandsreisen führten ihn nach Amerika, Ostasien und in die Südsee. Seine Beförderung zum Oberleutnant zur See erfolgte am 28. März 1903. 1904 wirkte er als Adjutant in der 3. Abteilung der 1. Marine-Division. 1907 wurde er zur Nautischen Abteilung im Reichsmarineamt unter Konteradmiral Raimund Winkler kommandiert. Am 9. November 1907 wurde er zum Kapitänleutnant befördert. 1910 war er an der Marineakademie unter gleichzeitiger Verfügung der Inspektion des Bildungswesens der Marine. Im Jahr 1912 diente er als Rollenoffizier auf der Wittelsbach. 1913 war er Erster Offizier auf der Bremen und war mit dieser in Mittelamerika.
Nach dem Ausbruch des Ersten Weltkrieges diente Heinemann als Rollenoffizier auf der Schwaben. Dort wurde er am 27. Januar 1915 zum Korvettenkapitän befördert. Im April 1915 wechselte er als Rollenoffizier auf die Roon. Im Januar 1916 erfolgte dann eine Verwendung als Rollenoffizier auf der Großer Kurfürst, die er bis Mai 1918 hielt. Bis dahin wurden ihm das Eiserne Kreuz II. Klasse und der Rote Adlerorden IV. Klasse verliehen. Danach tat er bis November desselben Jahres Dienst als I. Offizier auf SMS König. In dieser Position wurden ihm noch das Eiserne Kreuz I. Klasse, das Hamburgische Hanseatenkreuz und das Friedrich-August-Kreuz II. Klasse verliehen.

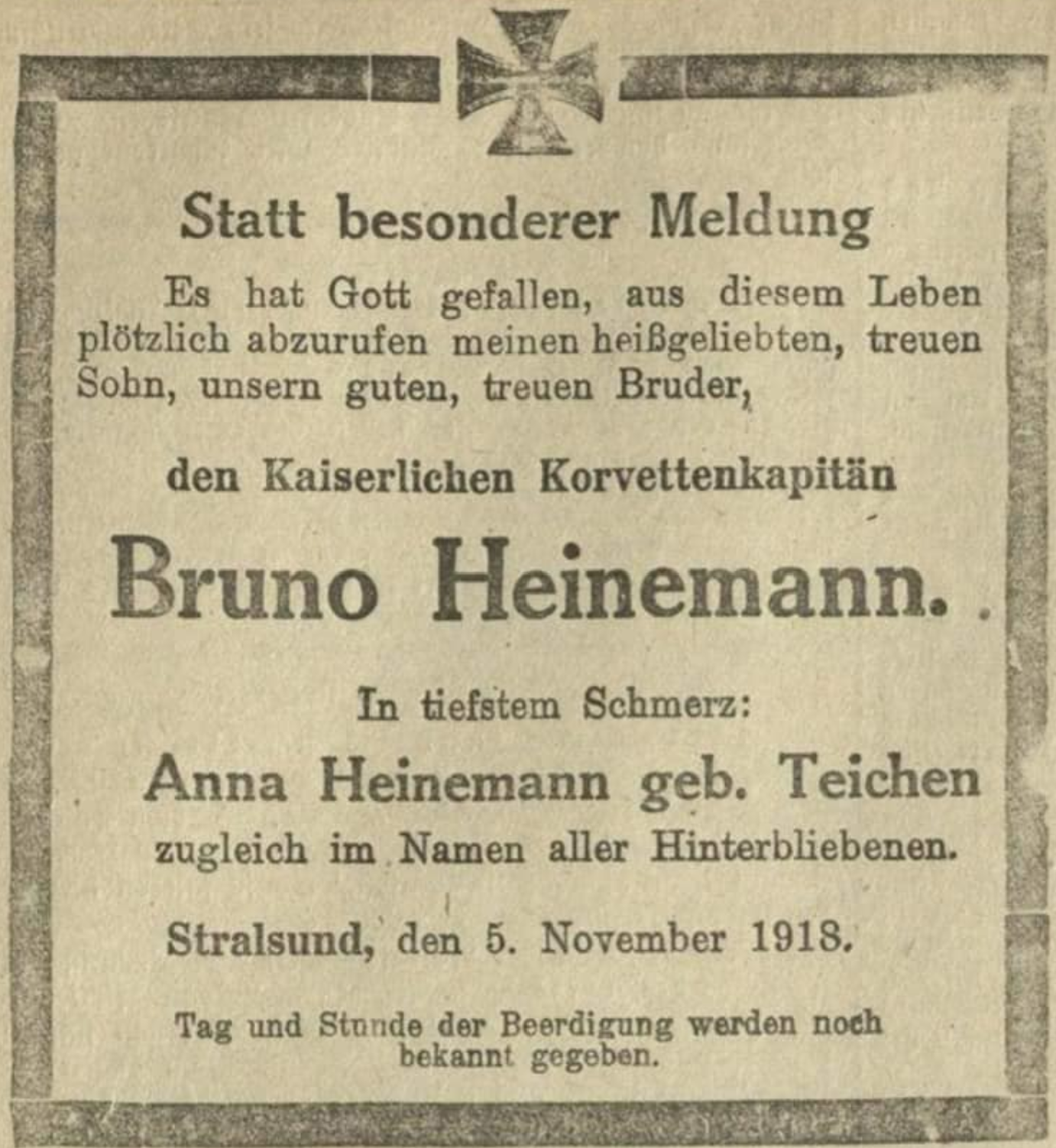
Traueranzeige von Bruno Heinemann

Während des Kieler Matrosenaufstandes war er als Erster Offizier an Bord der SMS König. Seit dem Abend des 4. November 1918 führten, mit Ausnahme der SMS König, alle Schiffe im Kieler Hafen die rote Fahne der Aufständischen. Als am frühen Morgen des 5. November 1918 Kapitän Carl Wilhelm Weniger die Aufforderung des Arbeiter- und Soldatenrates ablehnte, die rote Fahne auf der SM. König zu hissen, kündigte man an, diese Forderung mit Gewalt durchsetzen zu wollen. Um 7,30 Uhr erteilte der Kommandant seinen Offizieren den Befehl, die kaiserliche Kriegsflagge um 7,40 Uhr zu setzen und zu verteidigen. Nachdem der Kommandant von insgesamt vier Schüssen getroffen wurde, eilte Heinemann zu Hilfe und wurde durch einen Querschläger getroffen, wodurch er noch am selben Tag verstarb.

## Nachklang
Der Tod jener durch Aufständische erschossenen Offiziere der SMS König erregte unter den Zeitgenossen große Anteilnahme. Auch der Arbeiter- und Soldatenrat verurteilte das Blutvergießen und brachte sein Bedauern über den Tod der jungen Offiziere zum Ausdruck. 1937 wurde dem deutschen Zerstörer Z 8 Bruno Heinemann der Name Bruno Heinemann beigefügt. Ein zweiter Zerstörer erhielt den Namen des ebenfalls gefallenen Leutnants zur See der SMS König Wolfgang Zenker.